# 周浩黎
周浩黎（1957年7月22日—），本名乔哈里·奥拉芒温，印度尼西亚驻中华人民共和国大使。在完成印度尼西亚驻俄罗斯大使的职责后，他担任外交部长战略问题特别参谋。